# Pedetes capensis
A lebre-saltadora (Pedetes capensis), também chamada em Moçambique majengo, é o único integrante do gênero Pedetes e da família Pedetidae.